# 王岗乡 (镇平县)
王岗乡，是中华人民共和国河南省南阳市镇平县下辖的一个乡镇级行政单位。

## 行政区划
王岗乡下辖以下地区：
砚台村、马岗村、杜庄村、慕营村、靳营村、朱庄村、管家村、前裴营村、鄢沟村、管刘庄村、姑坡村、胡营村、西李庄村、厚碾盘村、岗西村和东李庄村。